# تلمبه حاجی اعظم‌پور
تلمبه حاجی اعظم‌پور یک منطقهٔ مسکونی در ایران است که در دهستان ارزوئیه واقع شده‌است. تلمبه حاجی اعظم‌پور ۱۲۲ نفر جمعیت دارد.